# Barranc de Calderons
El Barranc de Calderons és un curs fluvial del terme de Reus a la comarca catalana del Baix Camp.

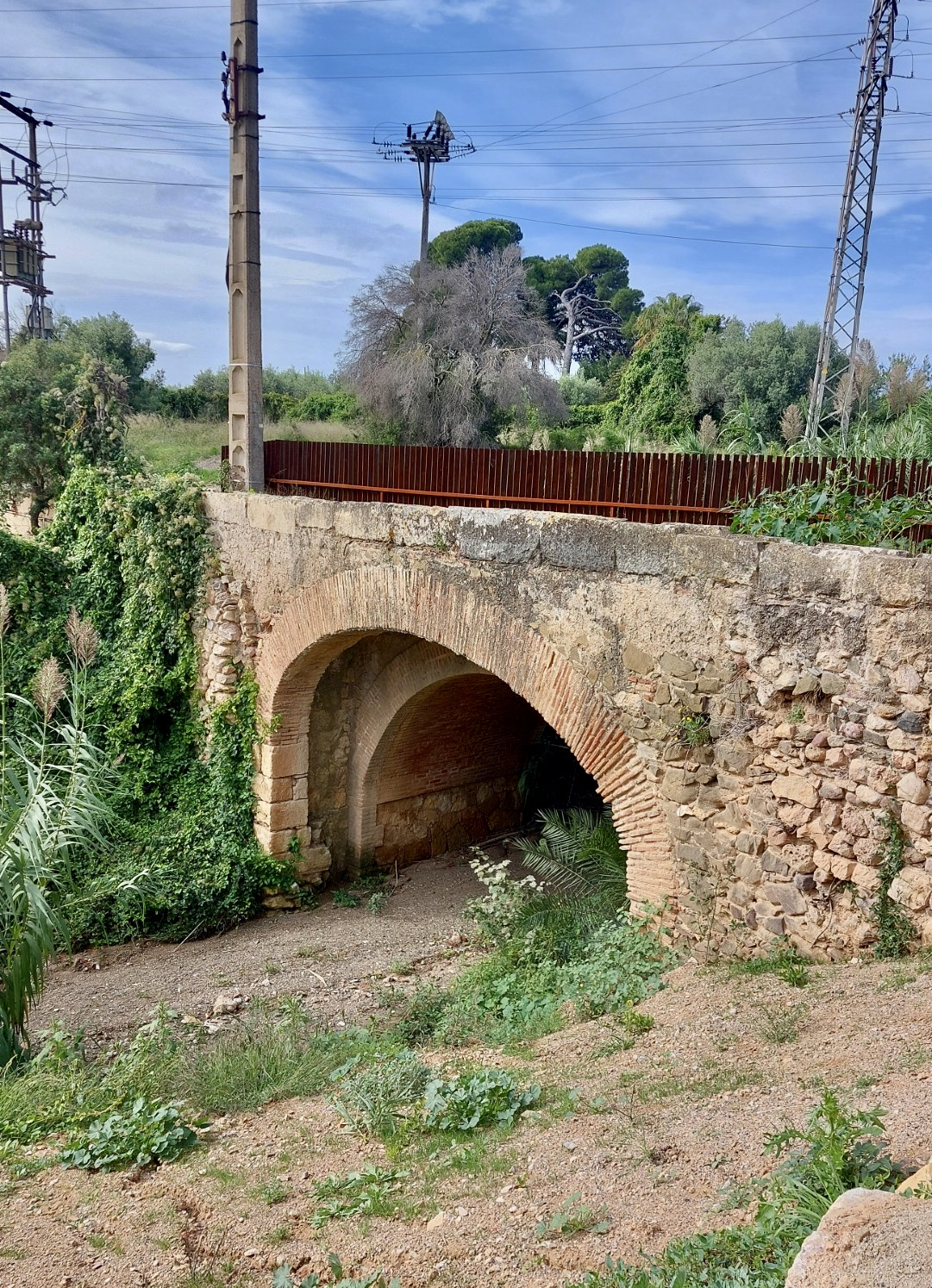
Barranc de Calderons per sota el Pont de Calderons

A Castellvell es coneix com a Barranc dels Forns o de les Roquetes, ja que s'inicia en aquell terme municipal, a la Plana del Puig, i passa pel cantó de ponent del poble. Passa després per la banda oest de la Urbanització del Pinar i entra al terme de Reus pel pont de la carretera de Castellvell. Separa les Tries de les Planes, travessa el Camí de la Mineta de Martorell, que passa pel damunt, pel Pont de Calderons, i s'ajunta amb el Barranc dels Cinc Ponts vora el camí vell de la Selva, una mica més amunt de la Munta-i-baixa, ara la plaça de Pompeu Fabra.